# Len de l'el

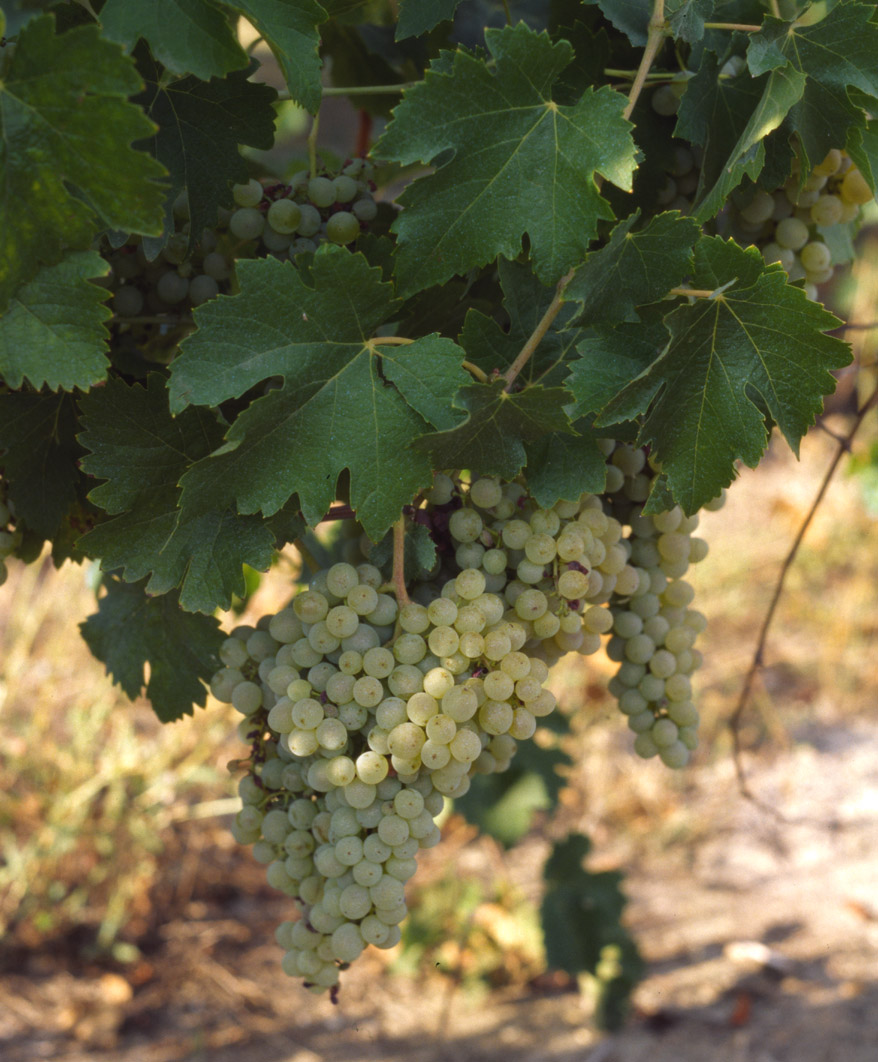
Racimos de len de l'el.

La len de l'el (también conocida como len de l'elh, len del el, lendelel, loin-de-l'oeil, cavalié y cavalier) es una variedad de uva blanca nativa del suroeste de Francia. Las regulaciones de la Appellation d'Origine Contrôlée (AOC) dicta que los vinos blancos de la AOC Gaillac deben incluir al menos un 15% de len de l'el mezclada con mauzac, aunque ha habido una tendencia a sustituirla por la sauvignon blanc (y desde 2007 las normas lo permiten).
Antes de la filoxera del siglo XIX, len de l'el constituyó más del 30% de todas las plantaciones en la región de Gaillac. Las uvas son propensas a la pudrición y han estado en declive en los tiempos recientes. Los vinos hechos de esta variedad suelen tener buen cuerpo y una baja acidez, así como fuertes notas afrutadas.

## Historia y origen del nombre
Los ampelógrafos creen que la len de l'el es nativa de la región de Gaillac, al suroeste de Francia, donde ha estado presente desde hace mucho tiempo en la producción de vino. En el siglo XX se introdujeron nuevas variedades para el mercado internacional, lo que hizo caer a la len de l'el en el desconocimiento general. Al igual que la manseng en la AOC Jurançon, los agricultores de Gaillac usaron la Appellation d'Origine Contrôlée en 1938 para establecer un mínimo de la len de l'el para todos los vinos blancos multivarietales producidos en el área y así justificar su presencia. Aunque las leyes fueron modificadas en el siglo XXI para permitir su sustitución por la sauvignon blanc, los efectos de la regulación inicial de len de l'el sirvieron para mantener la presencia de la variedad en la región.
Está ampliamente aceptado que el nombre len de l'el viene del dialecto occitano de Toulouse. Casualmente, este nombre es fonéticamente similar a su traducción en francés, "loin de l'oeil", que significa "lejos del ojo", y algunas veces los vinos están etiquetados con este nombre francés o con otras pronunciaciones alternativas. El experto en vino Oz Clarke explica que el nombre hace referencia a que los racimos tienen un tallo central, de que manan unos tallos más alargados de lo normal hasta terminar en el brote de la uva, que sería el ojo, oeil en francés. Esta explicación es subscrita por los agricultores de Gaillac y, al menos, por una autoridad ampelográfica francesa.

## Regiones

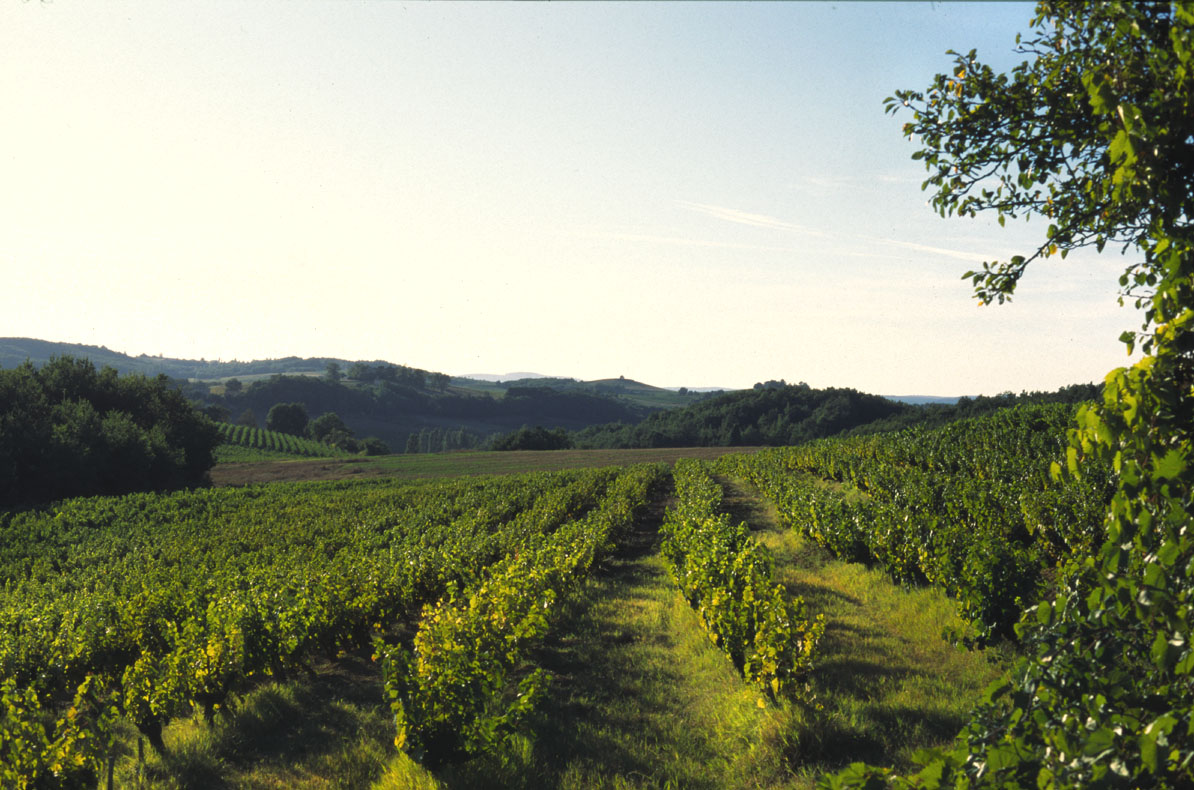
Viñedos de Gaillac, donde se encuentra casi toda la len de l'el.

La len de l'el se encuentra exclusivamente en la AOC de Gaillac, donde es una variedad de uva menor en los vinos de mezcla y en el vino de mezcla espumoso, basado en la uva mauzac. De acuerdo con las regulaciones de la AOC, al menos el 15% de los vinos blancos de mezcla debe ser de len de l'el o de sauvignon blanc. Otras uvas que pueden mezclarse con la len de l'el son la sémillon, la muscadelle y la ondenc.
La uva también puede encontrarse en varios vin de pays exprimentales, sobre todo en la VDP del suroeste francés Vin de Pays du Comté Tolosan, donde a menudo es mezclada con muscadelle, petit manseng, muscat blanc, mauzac y sauvignon blanc.

## Viticultura
La len de l'el es muy propensa a varias enfermedades de la uva, sobre todo la pudrición puede afectar a los viñedos en el clima mediterráneo húmedo del suroeste de Francia. Por lo tanto, los agricultores tienden a limitar las plantaciones de la uva a las laderas de los montes, donde el terreno y el aire contribuyen a mantener a las vides secas.
La vid puede ser muy vigorosa y producir grandes rendimientos que, si no se mantienen bajo control, pueden diluir el sabor característico de la uva. Aunque es mezclada a menudo con la mauzcal, la len de l'el tiende a madurar dos semanas antes que la mauzcan, lo que crea algunas complicaciones a los agricultores que, a menudo, necesitan cosechar la mauzac un poco antes para que su acidez pueda ir pareja con el alcohol de la len de l'el.

## Vinos

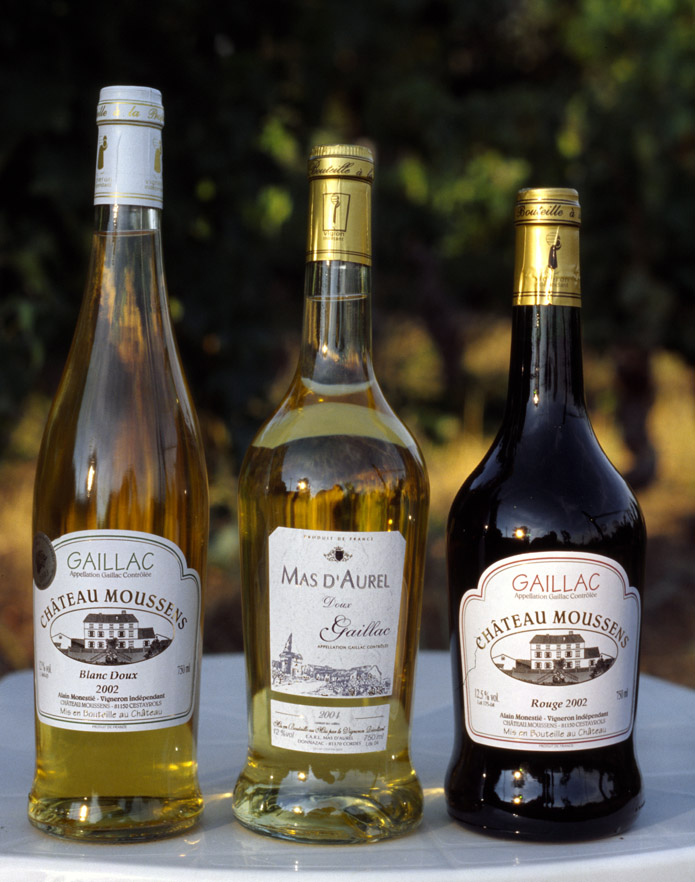
Vinos de la AOC Gaillac.

La len de l'el puede madurar hasta alcanzar altos niveles de azúcares, aunque normalmente no retiene la acidez necesaria para equilibrar el vino y estos pueden resultar flojos. Aun así, es una uva versátil que puede usarse en mezclas de vinos, incluidas mezclas de vinos espumosos y vinos dulces de postre. Según el experto en vinos Jancis Robinson, la uva puede producir vinos con cuerpos "poderosos y carecterísticos".

## Sinónimos
La len de l'el es conocida con los sinónimos cavaille, cavailles, cavalie, cavalier, endelel, kavale, kavaler, l'endelel, len de l'elh, len del el, lenc de l'el, lendellet y loin de l'oeil.